# Un oso rojo
Un oso rojo es una película argentina estrenada el 3 de octubre de 2002, escrita y dirigida por Israel Adrián Caetano y protagonizada por Julio Chávez y Soledad Villamil. Ganó cinco premios, entre ellos dos al mejor actor (Julio Chávez), en Argentina y Lérida, y doce nominaciones.

## Sinopsis
El Oso (Julio Chávez) es un ladrón peligroso, que vive con su esposa (Soledad Villamil) y su hija Alicia, de un año. Resulta detenido y condenado a varios años de prisión, por haber participado en un asalto a mano armada donde es asesinado un policía. Al salir de la cárcel, su esposa se ha separado y vive con su hija (Agostina Lage) y con su nueva pareja (Luis Machín), un obrero desocupado y adicto al juego. El Oso entonces, adoptará una conducta que le permita proteger a su hija, sin abandonar el mundo del delito.
En la película actúan también Enrique Liporace (Güemes), como el dueño de la remisería que protege al Oso y le ofrece empleo al salir de la prisión, y el ilusionista René Lavand (el Turco), jefe de la banda para la que trabajaba el Oso, que le debe su parte del botín, y de quien este desconfía.

## Premios
- Festival Internacional del Nuevo Cine Latinoamericano de La Habana (2002): Premio especial del jurado al director, mejor música y mención especial a la productora.
- Cóndor de Plata, Argentina (2003): Mejor Actor (Julio Chávez), y otras once nominaciones.
- Mostra de Cine Latinoamericano de Lérida (2003): Premio al mejor actor.